# Sinbad of the Seven Seas
Sinbad of the Seven Seas è un film del 1989, diretto da Enzo G. Castellari e Luigi Cozzi (non accreditato).